# Ski acrobatique aux Jeux olympiques de la jeunesse d'hiver de 2012
Navigation
2016
Les épreuves de ski acrobatique aux Jeux olympiques de la jeunesse d'hiver de 2012 ont eu lieu au Nordkette Innsbruck et à Kühtai, à Igls, près d'Innsbruck en Autriche, du 14 au 20 janvier 2012. La différence entre le programme de ski acrobatique des JOJ et celui des Jeux olympiques d'hiver est qu'il n'y a pas eu d'épreuve de saut ou de bosses pour les deux sexes et il y a eu l'inclusion d'une épreuve de ski half-pipe pour les deux sexes.

## Médailles

### Tableau des médailles
| Rang  | Nation             | Or | Argent | Bronze | Total |
| ----- | ------------------ | -- | ------ | ------ | ----- |
| 1     | Autriche           | 2  | 0      | 0      | 2     |
| 2     | Finlande           | 1  | 1      | 0      | 2     |
| 3     | Suisse             | 1  | 0      | 1      | 2     |
| 4     | République tchèque | 0  | 1      | 0      | 1     |
| 4     | Allemagne          | 0  | 1      | 0      | 1     |
| 3     | Norvège            | 0  | 1      | 0      | 1     |
| 5     | Canada             | 0  | 0      | 1      | 1     |
| 5     | France             | 0  | 0      | 1      | 1     |
| 5     | États-Unis         | 0  | 0      | 1      | 1     |
| Total | Total              | 4  | 4      | 4      | 12    |

### Épreuves
| Épreuves                                 | Or                    | Or        | Argent                            | Argent    | Bronze                         | Bronze    |
| ---------------------------------------- | --------------------- | --------- | --------------------------------- | --------- | ------------------------------ | --------- |
| Ski half-pipe hommes résultats détaillés | Kai Mahler (SUI)      | 95,00 pts | Lauri Kivari (FIN)                | 90,00 pts | Aaron Blunck (USA)             | 87,50 pts |
| Ski cross hommes résultats détaillés     | Niki Lehikoinen (FIN) | 56 s 15   | Marzellus Renn (GER)              | 56 s 96   | Matty Herauf (CAN)             | 57 s 34   |
| Ski half-pipe femmes résultats détaillés | Elisabeth Gram (AUT)  | 84,75 pts | Tiril Sjaastad Christiansen (NOR) | 79,25 pts | Marine Tripier Mondancin (FRA) | 69,50 pts |
| Ski cross femmes résultats détaillés     | Michaela Heider (AUT) | 58 s 38   | Veronika Camkova (CZE)            | 58 s 63   | Emilie Benz (SUI)              | 58 s 82   |

## Système de qualification
Les vingt meilleurs nations dans la liste des points FIS pour le ski cross hommes ou femmes ont droit à une place dans l'épreuve respective, de même pour les huit meilleurs nations dans la liste des points FIS pour le ski half-pipe hommes et femmes. Enfin, les cinq places restantes pour chaque épreuve seront répartis avec un maximum d'un ou une athlète par nation, parmi les nations qui ne sont pas encore qualifiés. Les places finales ont été publiés le 13 mai 2011 et sont sujettes à des changements.

## Qualifié(e)s par pays
| CNO                | Hommes    | Hommes        | Femmes    | Femmes        | Total |
| CNO                | Ski cross | Ski half-pipe | Ski cross | Ski half-pipe | Total |
| ------------------ | --------- | ------------- | --------- | ------------- | ----- |
| Allemagne          | 1         | 1             | 1         |               | 3     |
| Andorre            |           | 1             |           |               | 1     |
| Argentine          | 1         |               | 1         |               | 2     |
| Australie          | 1         |               | 1         |               | 2     |
| Autriche           | 1         | 1             | 1         | 1             | 4     |
| Canada             | 1         | 1             | 1         | 1             | 4     |
| Chili              |           |               | 1         |               | 1     |
| États-Unis         | 1         | 1             | 1         | 1             | 4     |
| Finlande           | 1         | 1             |           | 1             | 3     |
| France             | 1         | 1             | 1         | 1             | 4     |
| Grande-Bretagne    |           | 1             |           | 1             | 2     |
| Italie             | 1         |               |           |               | 1     |
| Japon              | 1         |               |           | 1             | 2     |
| Kazakhstan         | 1         |               |           |               | 1     |
| Norvège            | 1         | 1             |           | 1             | 3     |
| Nouvelle-Zélande   | 1         | 1             |           | 1             | 3     |
| République tchèque | 1         |               | 1         |               | 2     |
| Russie             | 1         |               | 1         |               | 2     |
| Slovénie           |           |               |           | 1             | 1     |
| Suède              | 1         |               | 1         |               | 2     |
| Suisse             | 1         | 1             | 1         | 1             | 4     |
| Total: 21 CNO      | 17        | 13            | 12        | 11            | 53    |

## Résultats

### Ski half-pipe hommes
L'épreuve s'est déroulée avec 13 athlètes de 13 pays différents le 14 janvier 2012 pour les qualifications et le lendemain pour la finale avec un athlète en moins.

#### Qualification
| Rang | N° | Nom                | Pays             | Manche 1 | Manche 2 | Meilleure manche | Notes |
| ---- | -- | ------------------ | ---------------- | -------- | -------- | ---------------- | ----- |
| 1    | 9  | Beau-James Wells   | Nouvelle-Zélande | 82,50    | 77,50    | 82,50            | Q     |
| 2    | 10 | Kai Mahler         | Suisse           | 14,25    | 76,50    | 76,50            | Q     |
| 3    | 8  | Aaron Blunck       | États-Unis       | 75,75    | 73,00    | 75,75            | Q     |
| 4    | 1  | Lauri Kivari       | Finlande         | 75,50    | 49,00    | 75,50            | Q     |
| 5    | 7  | Aaron Mackay       | Canada           | 64,25    | 72,25    | 72,25            | Q     |
| 6    | 13 | Johan Berg         | Norvège          | 70,00    | 30,75    | 70,00            | Q     |
| 7    | 3  | Cesar Fabre        | France           | 64,00    | 26,25    | 64,00            | Q     |
| 8    | 6  | Tyler Harding      | Grande-Bretagne  | 59,25    | 63,50    | 63,50            | Q     |
| 9    | 11 | Lucas Mangold      | Allemagne        | 26,00    | 61,50    | 61,50            | Q     |
| 10   | 2  | Kim Kwang-Jin      | Corée du Sud     | 52,50    | 58,50    | 58,50            | Q     |
| 11   | 5  | Daniel Walchhofer  | Autriche         | 8,50     | 52,75    | 52,75            | Q     |
| 12   | 12 | Thomas Waddell     | Australie        | 14,50    | 47,75    | 47,75            | Q     |
| 13   | 4  | Ian Serra Carrillo | Andorre          | 19,50    | 40,50    | 40,50            |       |

#### Finale
| Rang | N° | Nom               | Pays             | Manche 1 | Manche 2 | Meilleure manche | Notes                               |
| ---- | -- | ----------------- | ---------------- | -------- | -------- | ---------------- | ----------------------------------- |
| 1    | 10 | Kai Mahler        | Suisse           | 95,00    | 67,25    | 95,00            | Médaille d'or, Jeux olympiques      |
| 2    | 1  | Lauri Kivari      | Finlande         | 48,75    | 90,00    | 90,00            | Médaille d'argent, Jeux olympiques  |
| 3    | 8  | Aaron Blunck      | États-Unis       | 64,25    | 87,50    | 87,50            | Médaille de bronze, Jeux olympiques |
| 4    | 9  | Beau-James Wells  | Nouvelle-Zélande | 85,50    | 83,75    | 83,75            |                                     |
| 5    | 3  | César Fabre       | France           | 74,75    | 79,25    | 79,25            |                                     |
| 6    | 7  | Aaron Mackay      | Canada           | 70,75    | 76,50    | 76,50            |                                     |
| 7    | 13 | Johan Berg        | Norvège          | 66,75    | 71,75    | 71,75            |                                     |
| 8    | 2  | Kim Kwang-Jin     | Corée du Sud     | 67,75    | 61,75    | 67,75            |                                     |
| 9    | 5  | Daniel Walchhofer | Autriche         | 57,25    | 66,25    | 66,25            |                                     |
| 10   | 6  | Tyler Harding     | Grande-Bretagne  | 62,75    | 31,25    | 62,75            |                                     |
| 11   | 12 | Thomas Waddell    | Australie        | 48,25    | 14,25    | 48,25            |                                     |
| 12   | 11 | Lucas Mangold     | Allemagne        | 27,00    | 46,75    | 46,75            |                                     |

### Ski half-pipe femmes
L'épreuve s'est déroulée avec 10 athlètes de 10 pays différents le 14 janvier 2012 pour les qualifications et le lendemain pour la finale avec 6 participantes.

#### Qualification
| Rang | N° | Nom                         | Pays             | Manche 1        | Manche 2        | Meilleure manche | Notes           |
| ---- | -- | --------------------------- | ---------------- | --------------- | --------------- | ---------------- | --------------- |
| 1    | 2  | Elisabeth Gram              | Autriche         | 80,25           | 87,00           | 87,00            | Q               |
| 2    | 1  | Marine Tripier Mondancin    | France           | 81,00           | 68,50           | 81,00            | Q               |
| 3    | 7  | Tiril Sjaastad Christiansen | Norvège          | 69,75           | 76,75           | 76,75            | Q               |
| 4    | 3  | Shannon Gunning             | Canada           | 64,00           | 26,25           | 64,00            | Q               |
| 5    | 4  | Katie Summerhayes           | Grande-Bretagne  | 55,50           | 54,75           | 55,50            | Q               |
| 6    | 8  | Alexia Bonelli              | Suisse           | 28,75           | 53,50           | 53,50            | Q               |
| 7    | 5  | Samantha Poots              | Nouvelle-Zélande | 23,00           | 52,00           | 52,00            |                 |
| 8    | 9  | Nanaho Kiriyama             | Japon            | 49,00           | 43,25           | 49,00            |                 |
| 9    | 6  | Monika Loboda               | Slovénie         | 24,00           | 41,00           | 41,00            |                 |
|      | 10 | Jeanee Crane-Mauzy          | États-Unis       | N'a pas débutée | N'a pas débutée | N'a pas débutée  | N'a pas débutée |

#### Finale
| Rang | N° | Nom                         | Pays            | Manche 1 | Manche 2 | Meilleure manche | Notes                               |
| ---- | -- | --------------------------- | --------------- | -------- | -------- | ---------------- | ----------------------------------- |
| 1    | 2  | Elisabeth Gram              | Autriche        | 84,75    | 82,75    | 84,75            | Médaille d'or, Jeux olympiques      |
| 2    | 7  | Tiril Sjaastad Christiansen | Norvège         | 79,25    | 39,00    | 79,25            | Médaille d'argent, Jeux olympiques  |
| 3    | 1  | Marine Tripier Mondancin    | France          | 69,25    | 69,50    | 69,50            | Médaille de bronze, Jeux olympiques |
| 4    | 3  | Shannon Gunning             | Canada          | 62,00    | 58,00    | 62,00            |                                     |
| 5    | 4  | Katie Summerhayes           | Grande-Bretagne | 55,00    | 44,75    | 55,00            |                                     |
| 6    | 8  | Alexia Bonelli              | Suisse          | 31,25    | 47,75    | 47,75            |                                     |

### Skicross hommes
L'épreuve s'est déroulée avec 18 athlètes de 17 pays différents le 19 janvier 2012 avec les qualifications. La finale devait se dérouler le 22 janvier mais a été annulée à cause des conditions météorologiques. Les résultats des qualifications sont donc les résultats finaux de cette épreuve.
| Rang                                | N° | Nom                      | Pays               | Temps         | Points de course |
| ----------------------------------- | -- | ------------------------ | ------------------ | ------------- | ---------------- |
| Médaille d'or, Jeux olympiques      | 8  | Niki Lehikoinen          | Finlande           | 56 s 15       | 50,00            |
| Médaille d'argent, Jeux olympiques  | 14 | Marzellus Renn           | Allemagne          | 56 s 96       | 40,00            |
| Médaille de bronze, Jeux olympiques | 4  | Matty Herauf             | Canada             | 57 s 34       | 30,00            |
| 4                                   | 9  | Harry Laidlaw            | Australie          | 57 s 43       | 25,00            |
| 5                                   | 16 | Marius Boe Vangsnes      | Norvège            | 57 s 73       | 22,50            |
| 6                                   | 1  | Michael Schatz           | Autriche           | 57 s 76       | 20,00            |
| 7                                   | 11 | Maxim Vlasenko           | Russie             | 57 s 88       | 18,00            |
| 8                                   | 15 | Patrick Renner           | Italie             | 58 s 36       | 16,00            |
| 9                                   | 2  | Axel Frost               | Suède              | 58 s 59       | 14,50            |
| 10                                  | 3  | Thomas Rivara            | Argentine          | 59 s 00       | 13,00            |
| 11                                  | 7  | Bastien Girard           | France             | 59 s 27       | 12,00            |
| 12                                  | 6  | Vincent Gentet           | Suisse             | 59 s 45       | 11,00            |
| 13                                  | 10 | Juan Pablo Casas Cordero | Chili              | 59 s 46       | 10,00            |
| 14                                  | 5  | Jack Millar              | Australie          | 59 s 46       | 9,00             |
| 15                                  | 18 | Vaclav Klems             | République tchèque | 59 s 61       | 8,00             |
| 16                                  | 13 | Yuki Nakagawa            | Japon              | 1 min 00 s 27 | 7,50             |
| 17                                  | 12 | Alon Mullayev            | Kazakhstan         | 1 min 00 s 82 | 7,00             |
| 18                                  | 17 | Sam Andrews              | Nouvelle-Zélande   | 1 min 02 s 74 | 6,50             |

### Skicross femmes
L'épreuve s'est déroulée avec 12 athlètes de 12 pays différents le 19 janvier 2012 avec les qualifications. La finale devait se dérouler le 22 janvier mais a été annulée à cause des conditions météorologiques. Les résultats des qualifications sont donc les résultats finaux de cette épreuve.
| Rang                                | N° | Nom              | Pays               | Temps         | Points de course |
| ----------------------------------- | -- | ---------------- | ------------------ | ------------- | ---------------- |
| Médaille d'or, Jeux olympiques      | 12 | Michaela Heider  | Autriche           | 58 s 38       | 90,00            |
| Médaille d'argent, Jeux olympiques  | 5  | Veronika Camkova | République tchèque | 58 s 63       | 72,00            |
| Médaille de bronze, Jeux olympiques | 8  | Émilie Benz      | Suisse             | 58 s 82       | 54,00            |
| 4                                   | 7  | India Sherret    | Canada             | 1 min 00 s 21 | 45,00            |
| 5                                   | 3  | Claudia Leggett  | Australie          | 1 min 00 s 30 | 40,50            |
| 6                                   | 1  | Katharina Tordi  | Allemagne          | 1 min 00 s 82 | 36,00            |
| 7                                   | 10 | Manuela Roncallo | Argentine          | 1 min 01 s 67 | 32,40            |
| 8                                   | 6  | Ksenia Maksimova | Russie             | 1 min 01 s 82 | 28,80            |
| 9                                   | 2  | Emma Vorger      | France             | 1 min 01 s 87 | 26,10            |
| 10                                  | 9  | Lesley Wilson    | États-Unis         | 1 min 02 s 64 | 23,40            |
| 11                                  | 4  | Elisa Guerrero   | Chili              | 1 min 03 s 72 | 21,60            |
| 12                                  | 11 | Malou Peterson   | Suède              | 1 min 10 s 15 | 19,80            |